# Comuna Zviriv, Kiverți
Zviriv (în ucraineană Звірів) este o comună în raionul Kiverți, regiunea Volînia, Ucraina, formată din satele Oleksandria, Vesneanka și Zviriv (reședința).

## Demografie
Componența lingvistică a satului Zviriv
     Ucraineană (99,64%)
     Alte limbi (0,36%)
Conform recensământului din 2001, majoritatea populației satului Zviriv era vorbitoare de ucraineană (99,64%), existând în minoritate și vorbitori de alte limbi.